# MLS is Back Tournament
El torneo MLS is Back fue una competición que se realizó durante la temporada 2020 de la Major League Soccer para marcar el regreso de la liga durante la pandemia del COVID-19. 
Los 26 equipos de la Major League Soccer participaron en el torneo que se llevó a cabo entre el 8 de julio y el 11 de agosto de 2020 a puerta cerrada en el Complejo ESPN Wide World of Sports en el Walt Disney World Resort en Bay Lake, Florida, cerca de Orlando. El torneo contó con una fase de grupos, que sirvió para la clasificación de la temporada regular de la MLS 2020, seguida de rondas eliminatorias. Los Portland Timbers fueron los campeones de esta competición y se clasificaron automáticamente a la Liga de Campeones de la Concacaf 2021.

## Formato
El torneo fue anunciado por Major League Soccer el 10 de junio de 2020. Los equipos pueden comenzar a viajar a Florida el 24 de junio, aunque deben llegar a más tardar siete días antes de su primer partido. El torneo contará con 54 partidos jugados en 26 días, todos a puerta cerrada y sin espectadores en el ESPN Wide World of Sports Complex en Bay Lake, Florida.
Los 26 equipos se dividirán en seis grupos según su conferencia, con un grupo con seis equipos y cinco con cuatro equipos. Cada equipo jugará tres partidos de la fase de grupos, y los resultados contarán para la clasificación de la temporada regular de la MLS 2020.
Después de la fase de grupos, dieciséis equipos avanzarán a la fase eliminatoria: los dos mejores equipos de cada uno de los seis grupos junto al equipo que ocupe el tercer lugar del Grupo A y los tres mejores equipos que terminan terceros (Grupos B a F) o cuarto (Grupo A). La etapa eliminatoria culminará con la final del torneo el 11 de agosto. Si un partido eliminatorio está empatado al final del reglamento, una tanda de penaltis definirá el ganador (no se juega tiempo extra).
Durante el torneo, los equipos podrán nombrar un máximo de doce sustitutos, un aumento de la regla de la MLS de siete. Además, los equipos pueden realizar hasta cinco sustituciones en un partido, luego de una enmienda temporal a las Leyes del Juego por parte del IFAB para disminuir el riesgo de contagio durante la pandemia. Sin embargo, a cada equipo se le darán solo tres oportunidades para realizar sustituciones, excluyendo las realizadas en el medio tiempo.
El campeón del Torneo MLS is Back, clasificará para la Liga de Campeones de la Concacaf 2021. Como cambio único, este lugar reemplazará el que normalmente se otorga al campeón de la conferencia de la temporada regular que no ganó el MLS Supporters' Shield 2020. La plaza se otorgará independientemente de si el campeón es de los Estados Unidos o Canadá. Si los ganadores fueran de Canadá, seguirían participando en el Campeonato Canadiense de Fútbol 2020. El torneo también contará con un pozo de premios de $ 1.1 millones para que los jugadores ganen bonos adicionales.
Después del torneo, la temporada regular de la MLS se reanudará con un calendario revisado, que concluirá con los playoffs y la MLS Cup 2020.

## Horario
Los horarios de inicio del torneo serán a las 9 a. m., 8 p. m. y 10:30 p. m. ET (UTC−4) debido al clima de Florida. Ningún partido se superpondrá durante el torneo, mientras que durante la fase de grupos se realizarán hasta tres partidos cada día.

## Sorteo
El sorteo para la fase de grupos tuvo lugar el 11 de junio de 2020 a las 15:30  p. m. ET (UTC − 4), presentado por Charlie Davies y Susannah Collins. Los 26 equipos se dividieron en seis grupos según su conferencia. Para permitir un número par de equipos en cada grupo para el torneo, Nashville SC fue trasladado de la Conferencia Oeste a la Conferencia Este por el resto de la temporada 2020. Los catorce equipos de la Conferencia Este se unieron en un grupo de seis equipos (Grupo A) y dos grupos de cuatro equipos (Grupos C y E). Los doce equipos de la Conferencia Oeste se dividieron en tres grupos de cuatro equipos (Grupo B, D y F). Se ubicaron tres equipos de cada conferencia y se los dividió en grupos separados. Orlando City SC se considera el "anfitrión" del torneo y, por lo tanto, se ubicó y asignó automáticamente al Grupo A. Las cinco cabezas de serie restantes se determinaron en función de los resultados de la temporada 2019, siendo estos: Atlanta United, Real Salt Lake, Los Angeles FC, Seattle Sounders y Toronto FC. El Inter Miami CF se asignó automáticamente en el Grupo A para enfrentar al otro equipo de Florida, el Orlando City SC, en el partido inaugural de la competencia.
El 6 de julio el FC Dallas, y el 9 de julio el Nashville SC, se retiraron del torneo, debido a que varios integrantes de sus plantillas dieron positivo por COVID-19. Ante esta situación, la MLS decidió que el Chicago Fire, que originalmente estaba en el Grupo A, sea transferido al Grupo B, para así hacer que los 6 grupos del torneo tengan 4 equipos cada uno.

## Fase de grupos
Los horarios son correspondientes al Horario del este de Norteamérica (UTC-4).
Los criterios de desempate son los siguientes:
1. Puntos obtenidos;
2. Mayor cantidad de victorias;
3. Diferencia de gol;
4. Mayor cantidad de goles marcados;
5. Puntos de juego limpio;
6. Sorteo.

|  | Equipos clasificados a los Octavos de Final.  |
|  | Equipos repescados para los Octavos de Final. |
|  | Equipos eliminados de la competición.         |

### Grupo A
| Equipo             | Pts. | PJ | PG | PE | PP | GF | GC | DG |
| ------------------ | ---- | -- | -- | -- | -- | -- | -- | -- |
| Orlando City SC    | 7    | 3  | 2  | 1  | 0  | 6  | 3  | 3  |
| Philadelphia Union | 7    | 3  | 2  | 1  | 0  | 4  | 2  | 2  |
| New York City FC   | 3    | 3  | 1  | 0  | 2  | 2  | 4  | -2 |
| Inter Miami CF     | 0    | 3  | 0  | 0  | 3  | 2  | 5  | -3 |

| Grupo A            | Grupo A   | Grupo A            | Grupo A     | Grupo A |
| Local              | Resultado | Visitante          | Fecha       | Hora    |
| ------------------ | --------- | ------------------ | ----------- | ------- |
| Orlando City SC    | 2:1       | Inter Miami CF     | 8 de julio  | 20:00   |
| New York City FC   | 0:1       | Philadelphia Union | 9 de julio  | 9:00    |
| Orlando City SC    | 3:1       | New York City FC   | 14 de julio | 20:00   |
| Philadelphia Union | 2:1       | Inter Miami CF     | 14 de julio | 22:30   |
| New York City FC   | 1:0       | Inter Miami CF     | 20 de julio | 9:00    |
| Philadelphia Union | 1:1       | Orlando City SC    | 20 de julio | 20:00   |

### Grupo B
| Equipo                 | Pts. | PJ | PG | PE | PP | GF | GC | DG |
| ---------------------- | ---- | -- | -- | -- | -- | -- | -- | -- |
| San Jose Earthquakes   | 7    | 3  | 2  | 1  | 0  | 4  | 3  | 1  |
| Seattle Sounders       | 4    | 3  | 1  | 1  | 1  | 4  | 2  | 2  |
| Vancouver Whitecaps FC | 3    | 3  | 1  | 0  | 2  | 5  | 7  | -2 |
| Chicago Fire           | 3    | 3  | 1  | 0  | 2  | 2  | 5  | -3 |

| Grupo B             | Grupo B   | Grupo B              | Grupo B     | Grupo B |
| Local               | Resultado | Visitante            | Fecha       | Hora    |
| ------------------- | --------- | -------------------- | ----------- | ------- |
| Seattle Sounders    | 0:0       | San Jose Earthquakes | 10 de julio | 21:00   |
| Chicago Fire        | 2:1       | Seattle Sounders     | 14 de julio | 9:00    |
| Vancouver Whitecaps | 3:4       | San Jose Earthquakes | 15 de julio | 21:00   |
| Chicago Fire        | 0:2       | San Jose Earthquakes | 19 de julio | 20:00   |
| Seattle Sounders    | 3:0       | Vancouver Whitecaps  | 19 de julio | 22:30   |
| Vancouver Whitecaps | 2:0       | Chicago Fire         | 23 de julio | 9:00    |

### Grupo C
| Equipo                 | Pts. | PJ | PG | PE | PP | GF | GC | DG |
| ---------------------- | ---- | -- | -- | -- | -- | -- | -- | -- |
| Toronto FC             | 5    | 3  | 1  | 2  | 0  | 6  | 5  | 1  |
| New England Revolution | 5    | 3  | 1  | 2  | 0  | 2  | 1  | 1  |
| Montreal Impact        | 3    | 3  | 1  | 0  | 2  | 4  | 5  | -1 |
| D.C. United            | 2    | 3  | 0  | 2  | 1  | 3  | 4  | -1 |

| Grupo C         | Grupo C   | Grupo C                | Grupo C     | Grupo C |
| Local           | Resultado | Visitante              | Fecha       | Hora    |
| --------------- | --------- | ---------------------- | ----------- | ------- |
| Montreal Impact | 0:1       | New England Revolution | 9 de julio  | 20:00   |
| Toronto FC      | 2:2       | D.C. United            | 13 de julio | 9:00    |
| Montreal Impact | 3:4       | Toronto FC             | 16 de julio | 20:00   |
| D.C. United     | 1:1       | New England Revolution | 17 de julio | 20:00   |
| Toronto FC      | 0:0       | New England Revolution | 21 de julio | 9:00    |
| Montreal Impact | 1:0       | D.C. United            | 21 de julio | 22:30   |

### Grupo D
| Equipo               | Pts. | PJ | PG | PE | PP | GF | GC | DG |
| -------------------- | ---- | -- | -- | -- | -- | -- | -- | -- |
| Sporting Kansas City | 6    | 3  | 2  | 0  | 1  | 6  | 4  | 2  |
| Minnesota United     | 5    | 3  | 1  | 2  | 0  | 4  | 3  | 1  |
| Real Salt Lake       | 4    | 3  | 1  | 1  | 1  | 2  | 2  | 0  |
| Colorado Rapids      | 1    | 3  | 0  | 1  | 2  | 4  | 7  | -3 |

| Grupo D              | Grupo D   | Grupo D              | Grupo D     | Grupo D |
| Local                | Resultado | Visitante            | Fecha       | Hora    |
| -------------------- | --------- | -------------------- | ----------- | ------- |
| Sporting Kansas City | 1:2       | Minnesota United     | 12 de julio | 20:00   |
| Real Salt Lake       | 2:0       | Colorado Rapids      | 12 de julio | 22:30   |
| Sporting Kansas City | 3:2       | Colorado Rapids      | 17 de julio | 20:00   |
| Real Salt Lake       | 0:0       | Minnesota United     | 17 de julio | 22:30   |
| Real Salt Lake       | 0:2       | Sporting Kansas City | 22 de julio | 9:00    |
| Colorado Rapids      | 2:2       | Minnesota United     | 22 de julio | 22:30   |

### Grupo E
| Equipo             | Pts. | PJ | PG | PE | PP | GF | GC | DG |
| ------------------ | ---- | -- | -- | -- | -- | -- | -- | -- |
| Columbus Crew SC   | 9    | 3  | 3  | 0  | 0  | 7  | 0  | 7  |
| FC Cincinnati      | 6    | 3  | 2  | 0  | 1  | 3  | 4  | -1 |
| New York Red Bulls | 3    | 3  | 1  | 0  | 2  | 1  | 4  | -3 |
| Atlanta United     | 0    | 3  | 0  | 0  | 3  | 0  | 3  | -3 |

| Grupo E          | Grupo E   | Grupo E            | Grupo E     | Grupo E |
| Local            | Resultado | Visitante          | Fecha       | Hora    |
| ---------------- | --------- | ------------------ | ----------- | ------- |
| Atlanta United   | 0:1       | New York Red Bulls | 11 de julio | 20:00   |
| FC Cincinnati    | 0:4       | Columbus Crew SC   | 11 de julio | 22:30   |
| Atlanta United   | 0:1       | FC Cincinnati      | 16 de julio | 9:00    |
| Columbus Crew SC | 2:0       | New York Red Bulls | 16 de julio | 22:30   |
| Atlanta United   | 0:1       | Columbus Crew SC   | 21 de julio | 20:00   |
| FC Cincinnati    | 2:0       | New York Red Bulls | 22 de julio | 20:00   |

### Grupo F
| Equipo           | Pts. | PJ | PG | PE | PP | GF | GC | DG |
| ---------------- | ---- | -- | -- | -- | -- | -- | -- | -- |
| Portland Timbers | 7    | 3  | 2  | 1  | 0  | 6  | 4  | 2  |
| Los Angeles FC   | 5    | 3  | 1  | 2  | 0  | 11 | 7  | 4  |
| Houston Dynamo   | 2    | 3  | 0  | 2  | 1  | 5  | 6  | -1 |
| LA Galaxy        | 1    | 3  | 0  | 1  | 2  | 4  | 9  | -5 |

| Grupo F          | Grupo F   | Grupo F          | Grupo F     | Grupo F |
| Local            | Resultado | Visitante        | Fecha       | Hora    |
| ---------------- | --------- | ---------------- | ----------- | ------- |
| Los Angeles FC   | 3:3       | Houston Dynamo   | 13 de julio | 20:00   |
| LA Galaxy        | 1:2       | Portland Timbers | 13 de julio | 22:30   |
| Portland Timbers | 2:1       | Houston Dynamo   | 18 de julio | 20:00   |
| Los Angeles FC   | 6:2       | LA Galaxy        | 18 de julio | 22:30   |
| LA Galaxy        | 1:1       | Houston Dynamo   | 23 de julio | 20:00   |
| Los Angeles FC   | 2:2       | Portland Timbers | 23 de julio | 22:30   |

### Tabla de terceros lugares
Los resultados de los equipos que terminen en tercer lugar en cada uno de los 6 grupos, se compararán entre sí, y los mejores 4, pasarán a la siguiente ronda.
| Equipo              | Grupo | Pts. | PJ | PG | PE | PP | GF | GC | Dif. |
| ------------------- | ----- | ---- | -- | -- | -- | -- | -- | -- | ---- |
| Real Salt Lake      | D     | 4    | 3  | 1  | 1  | 1  | 2  | 2  | 0    |
| Montreal Impact     | C     | 3    | 3  | 1  | 0  | 2  | 4  | 5  | -1   |
| Vancouver Whitecaps | B     | 3    | 3  | 1  | 0  | 2  | 5  | 7  | -2   |
| New York City FC    | A     | 3    | 3  | 1  | 0  | 2  | 2  | 4  | -2   |
| New York Red Bulls  | E     | 3    | 3  | 1  | 0  | 2  | 1  | 4  | -3   |
| Houston Dynamo      | F     | 2    | 3  | 0  | 2  | 1  | 5  | 6  | -1   |

## Fase Final
Comprende octavos y cuartos de final, semifinales y final.
Los emparejamientos de los octavos de final se definirán de la siguiente manera:
- Partido 37: 1.er lugar Grupo A vs 3.º lugar Grupo C/D/E
- Partido 38: 2.º lugar Grupo A vs 2.º lugar Grupo C
- Partido 39: 1.er lugar Grupo C vs 3.º lugar Grupo A/B/F
- Partido 40: 1.er lugar Grupo D vs 3.º lugar Grupo B/E/F
- Partido 41: 1.er lugar Grupo B vs 3.º lugar Grupo A/C/D
- Partido 42: 2.º lugar Grupo B vs 2.º lugar Grupo F
- Partido 43: 1.er lugar Grupo E vs 2.º lugar Grupo D
- Partido 44: 1.er lugar Grupo F vs 2.º lugar Grupo E

Los emparejamientos de los partidos 37, 39, 40 y 41 dependen de los grupos de que provengan los equipos que ocupen el tercer puesto que clasifiquen. La siguiente tabla muestra las diferentes opciones para definir a los rivales de los ganadores de los grupos A, B, C y D.
     – Combinación que se dio en el torneo.
| Si los 4 mejores terceros son de los grupos: | El 1.º del grupo A juega con: | El 1.º del grupo B juega con: | El 1.º del grupo C juega con: | El 1.º del grupo D juega con: |
| -------------------------------------------- | ----------------------------- | ----------------------------- | ----------------------------- | ----------------------------- |
| A, B, C y D                                  | 3.º del grupo C               | 3.º del grupo D               | 3.º del grupo A               | 3.º del grupo B               |
| A, B, C y E                                  | 3.º del grupo C               | 3.º del grupo A               | 3.º del grupo B               | 3.º del grupo E               |
| A, B, C y F                                  | 3.º del grupo C               | 3.º del grupo A               | 3.º del grupo B               | 3.º del grupo F               |
| A, B, D y E                                  | 3.º del grupo D               | 3.º del grupo A               | 3.º del grupo B               | 3.º del grupo E               |
| A, B, D y F                                  | 3.º del grupo D               | 3.º del grupo A               | 3.º del grupo B               | 3.º del grupo F               |
| A, B, E y F                                  | 3.º del grupo E               | 3.º del grupo A               | 3.º del grupo B               | 3.º del grupo F               |
| A, C, D y E                                  | 3.º del grupo C               | 3.º del grupo D               | 3.º del grupo A               | 3.º del grupo E               |
| A, C, D y F                                  | 3.º del grupo C               | 3.º del grupo D               | 3.º del grupo A               | 3.º del grupo F               |
| A, C, E y F                                  | 3.º del grupo C               | 3.º del grupo A               | 3.º del grupo F               | 3.º del grupo E               |
| A, D, E y F                                  | 3.º del grupo D               | 3.º del grupo A               | 3.º del grupo F               | 3.º del grupo E               |
| B, C, D y E                                  | 3.º del grupo C               | 3.º del grupo D               | 3.º del grupo B               | 3.º del grupo E               |
| B, C, D y F                                  | 3.º del grupo C               | 3.º del grupo D               | 3.º del grupo B               | 3.º del grupo F               |
| B, C, E y F                                  | 3.º del grupo E               | 3.º del grupo C               | 3.º del grupo B               | 3.º del grupo F               |
| B, D, E y F                                  | 3.º del grupo E               | 3.º del grupo D               | 3.º del grupo B               | 3.º del grupo F               |
| C, D, E y F                                  | 3.º del grupo C               | 3.º del grupo D               | 3.º del grupo F               | 3.º del grupo E               |

### Cuadro de desarrollo
|  | Octavos de Final          | Octavos de Final     |                      |       | Cuartos de Final | Cuartos de Final |  |  | Semifinales | Semifinales |  |  | Final | Final |
|  |                           |                      |                      |       |                  |                  |  |  |             |             |  |  |       |       |
|  | 25 de julio               |                      |                      |       |                  |                  |  |  |             |             |  |  |       |       |
|  |                           |                      |                      |       |                  |                  |  |  |             |             |  |  |       |       |
|  | Philadelphia Union        | 1                    |                      |       |                  |                  |  |  |             |             |  |  |       |       |
|  | Philadelphia Union        | 1                    | 30 de julio          |       |                  |                  |  |  |             |             |  |  |       |       |
|  | New England Revolution    | 0                    |                      |       |                  |                  |  |  |             |             |  |  |       |       |
|  | New England Revolution    | 0                    | Philadelphia Union   | 3     |                  |                  |  |  |             |             |  |  |       |       |
|  | 26 de julio               |                      | Philadelphia Union   | 3     |                  |                  |  |  |             |             |  |  |       |       |
|  |                           | Sporting Kansas City | 1                    |       |                  |                  |  |  |             |             |  |  |       |       |
|  | Sporting Kansas City (p.) | Sporting Kansas City | 1                    | 0 (3) |                  |                  |  |  |             |             |  |  |       |       |
|  | Sporting Kansas City (p.) |                      | 5 de agosto          | 0 (3) |                  |                  |  |  |             |             |  |  |       |       |
|  | Vancouver Whitecaps       | 0 (1)                |                      |       |                  |                  |  |  |             |             |  |  |       |       |
|  | Vancouver Whitecaps       | 0 (1)                | Philadelphia Union   | 1     |                  |                  |  |  |             |             |  |  |       |       |
|  | 26 de julio               |                      | Philadelphia Union   | 1     |                  |                  |  |  |             |             |  |  |       |       |
|  |                           | Portland Timbers     | 2                    |       |                  |                  |  |  |             |             |  |  |       |       |
|  | Toronto FC                | Portland Timbers     | 2                    | 1     |                  |                  |  |  |             |             |  |  |       |       |
|  | Toronto FC                | 1 de agosto          |                      | 1     |                  |                  |  |  |             |             |  |  |       |       |
|  | New York City FC          | 3                    |                      |       |                  |                  |  |  |             |             |  |  |       |       |
|  | New York City FC          | 3                    | New York City FC     | 1     |                  |                  |  |  |             |             |  |  |       |       |
|  | 28 de julio               |                      | New York City FC     | 1     |                  |                  |  |  |             |             |  |  |       |       |
|  |                           | Portland Timbers     | 3                    |       |                  |                  |  |  |             |             |  |  |       |       |
|  | Portland Timbers (p.)     | Portland Timbers     | 3                    | 1 (4) |                  |                  |  |  |             |             |  |  |       |       |
|  | Portland Timbers (p.)     |                      | 11 de agosto         | 1 (4) |                  |                  |  |  |             |             |  |  |       |       |
|  | FC Cincinnati             | 1 (2)                |                      |       |                  |                  |  |  |             |             |  |  |       |       |
|  | FC Cincinnati             | 1 (2)                | Portland Timbers     | 2     |                  |                  |  |  |             |             |  |  |       |       |
|  | 25 de julio               |                      | Portland Timbers     | 2     |                  |                  |  |  |             |             |  |  |       |       |
|  |                           | Orlando City SC      | 1                    |       |                  |                  |  |  |             |             |  |  |       |       |
|  | Orlando City SC           | Orlando City SC      | 1                    | 1     |                  |                  |  |  |             |             |  |  |       |       |
|  | Orlando City SC           | 31 de julio          |                      | 1     |                  |                  |  |  |             |             |  |  |       |       |
|  | Montreal Impact           | 0                    |                      |       |                  |                  |  |  |             |             |  |  |       |       |
|  | Montreal Impact           | 0                    | Orlando City SC (p.) | 1 (5) |                  |                  |  |  |             |             |  |  |       |       |
|  | 27 de julio               |                      | Orlando City SC (p.) | 1 (5) |                  |                  |  |  |             |             |  |  |       |       |
|  |                           | Los Angeles FC       | 1 (4)                |       |                  |                  |  |  |             |             |  |  |       |       |
|  | Seattle Sounders          | Los Angeles FC       | 1 (4)                | 1     |                  |                  |  |  |             |             |  |  |       |       |
|  | Seattle Sounders          |                      | 6 de agosto          | 1     |                  |                  |  |  |             |             |  |  |       |       |
|  | Los Angeles FC            | 4                    |                      |       |                  |                  |  |  |             |             |  |  |       |       |
|  | Los Angeles FC            | 4                    | Orlando City SC      | 3     |                  |                  |  |  |             |             |  |  |       |       |
|  | 27 de julio               |                      | Orlando City SC      | 3     |                  |                  |  |  |             |             |  |  |       |       |
|  |                           | Minnesota United     | 1                    |       |                  |                  |  |  |             |             |  |  |       |       |
|  | San Jose Earthquakes      | Minnesota United     | 1                    | 5     |                  |                  |  |  |             |             |  |  |       |       |
|  | San Jose Earthquakes      | 1 de agosto          |                      | 5     |                  |                  |  |  |             |             |  |  |       |       |
|  | Real Salt Lake            | 2                    |                      |       |                  |                  |  |  |             |             |  |  |       |       |
|  | Real Salt Lake            | 2                    | San Jose Earthquakes | 1     |                  |                  |  |  |             |             |  |  |       |       |
|  | 28 de julio               |                      | San Jose Earthquakes | 1     |                  |                  |  |  |             |             |  |  |       |       |
|  |                           | Minnesota United     | 4                    |       |                  |                  |  |  |             |             |  |  |       |       |
|  | Columbus Crew SC          | Minnesota United     | 4                    | 1 (3) |                  |                  |  |  |             |             |  |  |       |       |
|  | Columbus Crew SC          |                      |                      | 1 (3) |                  |                  |  |  |             |             |  |  |       |       |
|  | Minnesota United (p.)     | 1 (5)                |                      |       |                  |                  |  |  |             |             |  |  |       |       |
|  | Minnesota United (p.)     | 1 (5)                |                      |       |                  |                  |  |  |             |             |  |  |       |       |

### Octavos de final
| 25 de julio de 2020, 20:00 ET          | Orlando City SC | 1:0 (0:0) | Montreal Impact |                                |                                |
|                                        | Akindele 60'    | Reporte   |                 | Árbitro(s): Marcos de Oliveira | Árbitro(s): Marcos de Oliveira |
| Orlando City avanzó a Cuartos de Final |                 |           |                 |                                |                                |

| 25 de julio de 2020, 22:30 ET                | Philadelphia Union | 1:0 (0:0) | New England Revolution |                           |                           |
|                                              | Santos 63'         | Reporte   |                        | Árbitro(s): Ismail Elfath | Árbitro(s): Ismail Elfath |
| Philadelphia Union avanzó a Cuartos de Final |                    |           |                        |                           |                           |

| 26 de julio de 2020, 20:30 ET     | Toronto FC  | 1:3 (0:1) | NY City                                   |                            |                            |
|                                   | Mullins 87' | Reporte   | Medina 5' · Castellanos 55' · Morález 81' | Árbitro(s): Alex Chilowicz | Árbitro(s): Alex Chilowicz |
| NY City avanzó a Cuartos de Final |             |           |                                           |                            |                            |

| 26 de julio de 2020, 23:00 ET                  | Sporting Kansas City              | 0:0 (3:1 p.)               | Vancouver Whitecaps                |                          |                          |
|                                                |                                   | Reporte                    |                                    | Árbitro(s): Victor Rivas | Árbitro(s): Victor Rivas |
|                                                |                                   | Tiros desde el punto penal |                                    |                          |                          |
|                                                | Pulido · Sanchez · Sallói · Busio |                            | Dájome · Owusu · Cornelius · Reyna |                          |                          |
| Sporting Kansas City avanzó a Cuartos de Final |                                   |                            |                                    |                          |                          |

| 27 de julio de 2020, 20:30 ET                  | San Jose Earthquakes                                                                 | 5:2 (1:1) | Real Salt Lake              |                          |                          |
|                                                | Espinoza 21' · Eriksson 49' (pen.), 90+6' (pen.) · Qazaishvili 81' · Wondolowski 86' | Reporte   | Martínez 22' · Kreilach 75' | Árbitro(s): Drew Fischer | Árbitro(s): Drew Fischer |
| San Jose Earthquakes avanzó a Cuartos de Final |                                                                                      |           |                             |                          |                          |

| 27 de julio de 2020, 23:00 ET   | Seattle Sounders | 1:4 (0:2) | LA FC                                                |                          |                          |
|                                 | Bruin 75'        | Reporte   | Rossi 14' (pen.), 82' · Blessing 39' · Rodríguez 89' | Árbitro(s): Jair Marrufo | Árbitro(s): Jair Marrufo |
| LA FC avanzó a Cuartos de Final |                  |           |                                                      |                          |                          |

| 28 de julio de 2020, 20:00 ET              | Columbus Crew SC                  | 1:1 (0:1) (3:5 p.)         | Minnesota United                                |                           |                           |
|                                            | Zardes 79'                        |                            | Lod 18'                                         | Árbitro(s): Allen Chapman | Árbitro(s): Allen Chapman |
|                                            |                                   | Tiros desde el punto penal |                                                 |                           |                           |
|                                            | Adi · Santos · Cadden · Zelarayán |                            | Alonso · Greguš · Schoenfeld · Edwards · Gasper |                           |                           |
| Minnesota United avanzó a Cuartos de Final |                                   |                            |                                                 |                           |                           |

| 28 de julio de 2020, 22:30 ET              | Portland Timbers                  | 1:1 (0:0) (4:2 p.)         | Cincinnati                        |                                |                                |
|                                            | Niezgoda 67'                      |                            | Locadia 81' (pen.)                | Árbitro(s): Armando Villarreal | Árbitro(s): Armando Villarreal |
|                                            |                                   | Tiros desde el punto penal |                                   |                                |                                |
|                                            | Valeri · Mora · Blanco · Niezgoda |                            | De Jong · Cruz · Locadia · Waston |                                |                                |
| Portland Timbers avanzó a Cuartos de Final |                                   |                            |                                   |                                |                                |

### Cuartos de final
| 30 de julio de 2020, 20:00 ET           | Philadelphia Union             | 3:1 (3:1) | Sporting Kansas City |                          |                          |
|                                         | Monteiro 24' · Santos 26', 39' | Reporte   | Pulido 45+1'         | Árbitro(s): Ramy Touchan | Árbitro(s): Ramy Touchan |
| Philadelphia Union avanzó a Semifinales |                                |           |                      |                          |                          |

| 31 de julio de 2020, 19:30 ET     | Orlando City SC                            | 1:1 (0:0) (5:4 p.)         | LA FC                                           |                              |                              |
|                                   | Moutinho 90'                               | Reporte                    | Wright-Phillips 60'                             | Árbitro(s): Joseph Dickerson | Árbitro(s): Joseph Dickerson |
|                                   |                                            | Tiros desde el punto penal |                                                 |                              |                              |
|                                   | Pereyra · Smith · Moutinho · Carlos · Nani |                            | Ginella · Harvey · Rossi · Rodríguez · Blessing |                              |                              |
| Orlando City avanzó a Semifinales |                                            |                            |                                                 |                              |                              |

| 1 de agosto de 2020, 20:00 ET         | San Jose Earthquakes | 1:4 (0:2) | Minnesota United                                  |                          |                          |
|                                       | Eriksson 50' (pen.)  | Reporte   | Lod 20' · Hayes 21' · Amarilla 56' · Hairston 86' | Árbitro(s): Jair Marrufo | Árbitro(s): Jair Marrufo |
| Minnesota United avanzó a Semifinales |                      |           |                                                   |                          |                          |

| 1 de agosto de 2020, 22:30 ET         | NY City           | 1:3 (1:1) | Portland Timbers                   |                           |                           |
|                                       | Medina 27' (pen.) | Reporte   | Blanco 43' · Valeri 65' · Polo 76' | Árbitro(s): Allen Chapman | Árbitro(s): Allen Chapman |
| Portland Timbers avanzó a Semifinales |                   |           |                                    |                           |                           |

### Semifinales
| 5 de agosto de 2020, 20:00 ET      | Philadelphia Union | 1:2 (0:1) | Portland Timbers          |                           |                           |
|                                    | Wooten 85'         | Reporte   | Ebobisse 13' · Blanco 70' | Árbitro(s): Allen Chapman | Árbitro(s): Allen Chapman |
| Portland Timbers avanzó a la Final |                    |           |                           |                           |                           |

| 6 de agosto de 2020, 20:00 ET     | Orlando City SC              | 3:1 (2:0) | Minnesota United |                                |                                |
|                                   | Nani 36', 42' · Michel 90+6' | Reporte   | Toye 83'         | Árbitro(s): Marcos de Oliveira | Árbitro(s): Marcos de Oliveira |
| Orlando City SC avanzó a la Final |                              |           |                  |                                |                                |

### Final
| 11 de agosto de 2020, 20:00 ET | Portland Timbers          | 2:1 (1:1) | Orlando City SC |                           |                           |
|                                | Mabiala 27' · Župarić 66' | Reporte   | Pereyra 39'     | Árbitro(s): Ismail Elfath | Árbitro(s): Ismail Elfath |

| 12    | POR   | Steve Clark       |       |
| 15    | DEF   | Chris Duvall      |       |
| 33    | DEF   | Larrys Mabiala    |       |
| 13    | DEF   | Dario Župarić     |       |
| 4     | DEF   | Jorge Villafaña   |       |
| 21    | MED   | Diego Chará       |       |
| 30    | MED   | Eryk Williamson   |       |
| 44    | MED   | Marvin Loría      | 67'   |
| 8     | MED   | Diego Valeri      | 90+1' |
| 10    | MED   | Sebastián Blanco  | 88'   |
| 17    | DEL   | Jeremy Ebobisse   | 67'   |
| D. T. | D. T. | Giovanni Savarese |       |

| 1     | POR   | Pedro Gallese    |     |
| 2     | DEF   | Ruan             | 87' |
| 25    | DEF   | Antônio Carlos   |     |
| 6     | DEF   | Robin Jansson    |     |
| 4     | DEF   | João Moutinho    |     |
| 20    | MED   | Oriol Rosell     | 78' |
| 8     | MED   | Jhegson Méndez   | 71' |
| 9     | MED   | Chris Mueller    | 71' |
| 10    | MED   | Mauricio Pereyra |     |
| 17    | MED   | Nani             |     |
| 13    | DEL   | Tesho Akindele   | 79' |
| D. T. | D. T. | Óscar Pareja     |     |

| 7  | MED | Andy Polo         | 67'   |
| 11 | MED | Jarosław Niezgoda | 67'   |
| 9  | DEL | Felipe Mora       | 88'   |
| 25 | DEF | Bill Tuiloma      | 90+1' |

| 11 | MED | Júnior Urso     | 71' |
| 19 | DEL | Benji Michel    | 71' |
| 18 | DEL | Daryl Dike      | 78' |
| 29 | DEL | Santiago Patiño | 79' |
| 24 | DEF | Kyle Smith      | 87' |

| 27' · 66' | Larrys Mabiala Dario Župarić | 1:0 2:1 |

| 39' | Mauricio Pereyra | 1:1 |

| 44' · 70' · 73' | Larrys Mabiala Diego Chará Jorge Villafaña |

| 47' · 63' · 73' · 85' | Antônio Carlos João Moutinho Nani Ruan |

| Principal  | Ismail Elfath   |
| Asistentes | Kathryn Nesbitt |
|            | Kyle Atkins     |
| Cuarto     | Joe Dickerson   |

| VAR            | Allen Chapman |
| Asistentes VAR | Logan Brown   |

| Alineación inicial |

| 12    | POR   | Steve Clark       |       |
| 15    | DEF   | Chris Duvall      |       |
| 33    | DEF   | Larrys Mabiala    |       |
| 13    | DEF   | Dario Župarić     |       |
| 4     | DEF   | Jorge Villafaña   |       |
| 21    | MED   | Diego Chará       |       |
| 30    | MED   | Eryk Williamson   |       |
| 44    | MED   | Marvin Loría      | 67'   |
| 8     | MED   | Diego Valeri      | 90+1' |
| 10    | MED   | Sebastián Blanco  | 88'   |
| 17    | DEL   | Jeremy Ebobisse   | 67'   |
| D. T. | D. T. | Giovanni Savarese |       |

| 1     | POR   | Pedro Gallese    |     |
| 2     | DEF   | Ruan             | 87' |
| 25    | DEF   | Antônio Carlos   |     |
| 6     | DEF   | Robin Jansson    |     |
| 4     | DEF   | João Moutinho    |     |
| 20    | MED   | Oriol Rosell     | 78' |
| 8     | MED   | Jhegson Méndez   | 71' |
| 9     | MED   | Chris Mueller    | 71' |
| 10    | MED   | Mauricio Pereyra |     |
| 17    | MED   | Nani             |     |
| 13    | DEL   | Tesho Akindele   | 79' |
| D. T. | D. T. | Óscar Pareja     |     |

| 7  | MED | Andy Polo         | 67'   |
| 11 | MED | Jarosław Niezgoda | 67'   |
| 9  | DEL | Felipe Mora       | 88'   |
| 25 | DEF | Bill Tuiloma      | 90+1' |

| 11 | MED | Júnior Urso     | 71' |
| 19 | DEL | Benji Michel    | 71' |
| 18 | DEL | Daryl Dike      | 78' |
| 29 | DEL | Santiago Patiño | 79' |
| 24 | DEF | Kyle Smith      | 87' |

| 27' · 66' | Larrys Mabiala Dario Župarić | 1:0 2:1 |

| 39' | Mauricio Pereyra | 1:1 |

| 44' · 70' · 73' | Larrys Mabiala Diego Chará Jorge Villafaña |

| 47' · 63' · 73' · 85' | Antônio Carlos João Moutinho Nani Ruan |

| Principal  | Ismail Elfath   |
| Asistentes | Kathryn Nesbitt |
|            | Kyle Atkins     |
| Cuarto     | Joe Dickerson   |

| VAR            | Allen Chapman |
| Asistentes VAR | Logan Brown   |

| Alineación inicial |

| 12    | POR   | Steve Clark       |       |
| 15    | DEF   | Chris Duvall      |       |
| 33    | DEF   | Larrys Mabiala    |       |
| 13    | DEF   | Dario Župarić     |       |
| 4     | DEF   | Jorge Villafaña   |       |
| 21    | MED   | Diego Chará       |       |
| 30    | MED   | Eryk Williamson   |       |
| 44    | MED   | Marvin Loría      | 67'   |
| 8     | MED   | Diego Valeri      | 90+1' |
| 10    | MED   | Sebastián Blanco  | 88'   |
| 17    | DEL   | Jeremy Ebobisse   | 67'   |
| D. T. | D. T. | Giovanni Savarese |       |

| 1     | POR   | Pedro Gallese    |     |
| 2     | DEF   | Ruan             | 87' |
| 25    | DEF   | Antônio Carlos   |     |
| 6     | DEF   | Robin Jansson    |     |
| 4     | DEF   | João Moutinho    |     |
| 20    | MED   | Oriol Rosell     | 78' |
| 8     | MED   | Jhegson Méndez   | 71' |
| 9     | MED   | Chris Mueller    | 71' |
| 10    | MED   | Mauricio Pereyra |     |
| 17    | MED   | Nani             |     |
| 13    | DEL   | Tesho Akindele   | 79' |
| D. T. | D. T. | Óscar Pareja     |     |

| 7  | MED | Andy Polo         | 67'   |
| 11 | MED | Jarosław Niezgoda | 67'   |
| 9  | DEL | Felipe Mora       | 88'   |
| 25 | DEF | Bill Tuiloma      | 90+1' |

| 11 | MED | Júnior Urso     | 71' |
| 19 | DEL | Benji Michel    | 71' |
| 18 | DEL | Daryl Dike      | 78' |
| 29 | DEL | Santiago Patiño | 79' |
| 24 | DEF | Kyle Smith      | 87' |

| 27' · 66' | Larrys Mabiala Dario Župarić | 1:0 2:1 |

| 39' | Mauricio Pereyra | 1:1 |

| 44' · 70' · 73' | Larrys Mabiala Diego Chará Jorge Villafaña |

| 47' · 63' · 73' · 85' | Antônio Carlos João Moutinho Nani Ruan |

| Principal  | Ismail Elfath   |
| Asistentes | Kathryn Nesbitt |
|            | Kyle Atkins     |
| Cuarto     | Joe Dickerson   |

| VAR            | Allen Chapman |
| Asistentes VAR | Logan Brown   |

| Alineación inicial |

| 12    | POR   | Steve Clark       |       |
| 15    | DEF   | Chris Duvall      |       |
| 33    | DEF   | Larrys Mabiala    |       |
| 13    | DEF   | Dario Župarić     |       |
| 4     | DEF   | Jorge Villafaña   |       |
| 21    | MED   | Diego Chará       |       |
| 30    | MED   | Eryk Williamson   |       |
| 44    | MED   | Marvin Loría      | 67'   |
| 8     | MED   | Diego Valeri      | 90+1' |
| 10    | MED   | Sebastián Blanco  | 88'   |
| 17    | DEL   | Jeremy Ebobisse   | 67'   |
| D. T. | D. T. | Giovanni Savarese |       |

| 1     | POR   | Pedro Gallese    |     |
| 2     | DEF   | Ruan             | 87' |
| 25    | DEF   | Antônio Carlos   |     |
| 6     | DEF   | Robin Jansson    |     |
| 4     | DEF   | João Moutinho    |     |
| 20    | MED   | Oriol Rosell     | 78' |
| 8     | MED   | Jhegson Méndez   | 71' |
| 9     | MED   | Chris Mueller    | 71' |
| 10    | MED   | Mauricio Pereyra |     |
| 17    | MED   | Nani             |     |
| 13    | DEL   | Tesho Akindele   | 79' |
| D. T. | D. T. | Óscar Pareja     |     |

| 7  | MED | Andy Polo         | 67'   |
| 11 | MED | Jarosław Niezgoda | 67'   |
| 9  | DEL | Felipe Mora       | 88'   |
| 25 | DEF | Bill Tuiloma      | 90+1' |

| 11 | MED | Júnior Urso     | 71' |
| 19 | DEL | Benji Michel    | 71' |
| 18 | DEL | Daryl Dike      | 78' |
| 29 | DEL | Santiago Patiño | 79' |
| 24 | DEF | Kyle Smith      | 87' |

| 27' · 66' | Larrys Mabiala Dario Župarić | 1:0 2:1 |

| 39' | Mauricio Pereyra | 1:1 |

| 44' · 70' · 73' | Larrys Mabiala Diego Chará Jorge Villafaña |

| 47' · 63' · 73' · 85' | Antônio Carlos João Moutinho Nani Ruan |

| Principal  | Ismail Elfath   |
| Asistentes | Kathryn Nesbitt |
|            | Kyle Atkins     |
| Cuarto     | Joe Dickerson   |

| VAR            | Allen Chapman |
| Asistentes VAR | Logan Brown   |

| Alineación inicial |

## Estadísticas

### Goleadores
| Jugador                 | Club                 | Goles |
| ----------------------- | -------------------- | ----- |
| Diego Rossi             | Los Angeles FC       | 7     |
| Ayo Akinola             | Toronto FC           | 5     |
| Jeremy Ebobisse         | Portland Timbers     | 4     |
| Gyasi Zardes            | Columbus Crew SC     | 4     |
| Bradley Wright-Phillips | Los Angeles FC       | 4     |
| Nani                    | Orlando City SC      | 3     |
| Chris Mueller           | Orlando City SC      | 3     |
| Saphir Taïder           | Montreal Impact      | 3     |
| Chris Wondolowski       | San Jose Earthquakes | 3     |
| Sergio Santos           | Philadelphia Union   | 3     |

### Asistentes
| Jugador           | Club                 | Asistencias |
| ----------------- | -------------------- | ----------- |
| Alejandro Pozuelo | Toronto FC           | 5           |
| Sebastián Blanco  | Portland Timbers     | 5           |
| Nani              | Orlando City SC      | 3           |
| Brian Rodríguez   | Los Angeles FC       | 3           |
| Alan Pulido       | Sporting Kansas City | 3           |
| Francisco Ginella | Los Angeles FC       | 2           |
| Latif Blessing    | Los Angeles FC       | 2           |
| Jordan Morris     | Seattle Sounders     | 2           |
| Darwin Quintero   | Houston Dynamo       | 2           |
| Alejandro Bedoya  | Philadelphia Union   | 2           |
| Brenden Aaronson  | Philadelphia Union   | 2           |
| Romain Métanire   | Minnesota United     | 2           |